# Henry Shelton Sanford
Henry Shelton Sanford (15 de juny de 1823 – 21 de maig de 1891) fou un diplomàtic estatunidenc, i fundador de la ciutat de Sanford (Florida).

## Biografia

### Primers anys
Sanford va néixer a Woodbury (Connecticut) en una família fortament arrelada a Nova Anglaterra. Era fill de Nancy Bateman Shelton (1800–1880) i Nehemiah Curtis Sanford, qui va fer fortuna fabricant claus de llautó, i va formar part del Senat de Connecticut pel 16è Districte. Era descendent del Governador Thomas Welles, qui arribà a Amèrica el 1635 i és l'únic home en la història de Connecticut que n'ha ostentat els quatre càrrecs més importants: governador, sotsgovernador, tresorer, i secretari. Fou també transcriptor de les Fundamental Orders.
Un germà de Nehemiah C. Sanford's fou John Sanford, iniciador de la branca de la família Sandford de la ciutat d'Amsterdam (Nova York).

### Educació
Henry Shelton Sanford es matriculà al Trinity College el 1839, però no es va graduar. El Trinity College posteriorment li va conferir el grau de L.L.D. el 1849. També va ser educat a Universitat de Heidelberg, Alemanya, on hi va obtenir el grau de Doctor en Dret Canònic i Civil (o J.U.D.) el 1855. Va obtenir el títol de 'General', amb el qual sovint és citat, després de la donació d'una bateria de canons a la Unió en la Guerra Civil.

### Matrimoni i família
Es va casar el 21 de setembre de 1864, a París amb Gertrude Ellen Dupuy, nascuda el 27 de juny de 1841 a "du Puy Place", Banks-of-the-Schuylkill, Filadèlfia, (Pennsilvània) i que morí el dia 1 de juny de 1902 a Derby (Connecticut). Ella era filla de John Dupuy i Maria Richards Haskins. Els fills de Henry i Gertrude van ser els següents:
- - Henry Shelton Sanford, Jr., nascut el 17 de juliol de 1865, a l'ambaixada americana a Brussel·les, Bèlgica, i mort l'1 d'octubre de 1891 a Nova York.
  - Gertrude Ellen Dupuy Sanford, nascuda el 16 de novembre de 1869, a Brussel·les, i morta el 28 d'abril de 1892 a Nova York.
  - Frida Dolores Sanford, nascuda el 28 de febrer de 1871, a Brussel·les
  - Ethel Sanford, nscuda el 2 de setembre de 1873 a Brussel·les. Es casà amb el seu cosí John Sanford a Sanford, Florida. John era el fill més gran de l'Hon. Stephen Sanford i de Sarah Jane Cochran i el net de John Sanford (1803), membre novaiorquès de la Cambra de Representants i fundador d'una fàbrica d'estores a Nova York.
  - Helen Carola Nancy Sanford, nascuda el 10 d'abril de 1876 a Brussel·les[7]
  - Leopold Curits Sanford, nascut el 27 de juliol de 1880 a Brussel·les i mort l'1 de desembre de 1885 a Chateau de Gingelona, Bèlgica
  - Edwyn Emeline Willimine Gladys McKinnon Sanford, nascuda el 27 de novembre de 1882 a Brussel·les

## Carrera
Sanford es va iniciar la carrera diplomàtica el 1847, quan va ser nomenat Secretari de la legació estatunidenca a Sant Petersburg. En 1848, va ser nomenat secretari de la Legació Americana a Frankfurt. El president Zachary Taylor després el va designar per al mateix càrrec a París, on va romandre des de 1849 fins a 1854, i en l'últim any fou ascendit a chargé d'affaires (encarregat de negocis).
El president Abraham Lincoln el va nomenar com a Ministre a Bèlgica el 1861. Allà, a més d'impedir el reconeixement de la Confederació, va signar una sèrie d'acords importants, com ara els tractats de l'Escalda, en relació amb els drets d'importació i la capitalització de les quotes Escalda (1863), un tractat de naturalització, i una convenció consular que incloïa un article de marca comercial complementària al tractat comercial de 1858.
A més, Sanford coordinava operacions dels serveis secrets del nord durant la Guerra Civil, organitzava la compra de materials de guerra per la Unió, i va transmetre un missatge del Secretari d'Estat William H. Steward a Giuseppe Garibaldi, que oferia al patriota italià, un comandament de la Unió.
Després de la Guerra Civil, va comprar un camp de tarongers a Sant Augustine (Florida), a John Hay, que havia estat un dels secretaris del president Lincoln i més tard es va exercir com a Secretari d'Estat dels EUA. Va ser el començament d'una gran inversió en l'estat. La hisenda de Sant Augustine fou posteriorment una subdivisió territorial a la part nord del barri històric de la ciutat de Lincolnville, que inclou un carrer de Sanford com a record permanent dels seus orígens.
Va ser nominat pel president Ulysses S. Grant el 1869 com a Ambaixador dels Estats Units a Espanya. La seva confirmació al Senat, que es va discutir molt, es va presentar per la sola raó que no estava disposat a traslladar-se a Espanya. Tan aviat com el president Grant va nomenar el general Daniel Sickles com a ambaixador a Espanya, va renunciar al seu lloc a Bèlgica.
El 1870, Sanford pagà $18,400 a l'exGeneral Confederat Joseph Finegan per adquirir les seves grans possessions de terra al llarg del Lake Monroe i hi va fundar la ciutat de Sandford. Va iniciar una plantació de taronja al llac Monroe, que li oferia possibilitats d'incrementar la seva fortuna, però no va resultar rendible en el llarg termini. De fet, abocà un valuós capital a l'especulació amb la terra i els edificis de la ciutat que estava construint a la Florida amb l'esperança de donar la volta a l'economia familiar, que gastava molt més del que ingressava, però sense èxit.
La dedicació del seu temps i recursos per treure profit del boom de la terra a la Florida de la postguerra va ser finalment un fracàs. La seva dona estava tan disgustada amb la situació que es lamentava en una carta al seu marit que la Florida era "un vampir que xuclava el repòs i la bellesa i la dignitat i l'alegria de les nostres vides". Sanford va tenir nombrosos altres interessos comercials, alguns al Congo després del seu treball a Bèlgica, però no foren rendibles.
El rei belga Leopold II va utilitzar Sanford per convèncer Henry Morton Stanley per explorar la conca del Congo per a Bèlgica el 1878. Després va contractar a Sanford el 1883 com al seu enviat als Estats Units per intentar obtenir el reconeixement nord-americà de la seva colònia al Congo.
El 1886, Sanford organitzà a Brussel·les i envià al Congo i els seus afluents, l'expedició d'exploració de Sanford amb finalitat de fer descobriments científics i comercials i per a l'obertura del comerç interior. Els seus vaixells de vapor "Florida" i "Nova York", van ser els primers vaixells de vapor comercials en penetrar en les aigües de la part superior del Congo. Sanford empleà Roger Casement des de setembre de 1886 fins a febrer de 1888 en l'expedició, treballant en els transports fluvials. El seu projecte no va prosperar, en part perquè l'Estat del Congo s'estava convertint cada vegada més restrictiu en la seva actitud cap a altres interessos comercials.
Sanford es va mantenir lleial al rei de Bèlgica fins a 1889, quan actuant com a representant nord-americà a la Conferència antiesclavatge internacional, Leopold va trair als seus anteriors plans de comerç lliure per al Congo i va pretendre la imposició de drets de duana per tal d'ajudar a la destrucció de l'esclavitud al Congo.

## Mort
Sanford va morir a White Sulphur Springs, Virgínia, el 21 de maig de 1891. És enterrat al Long Hill Cemetery, Shelton, Connecticut.

## Llegat
En el seu testament de 1901, Gertrude Sanford expressà el seu desig que la ciutat de Sanford, Florida, tingués la biblioteca del seu marit en la seva memòria. La seva filla, Carola Sanford-Dow complí aquest desig i el 1957, l'"Henry Shelton Sanford Memorial Library and Museum" va ser construït per allotjar els llibres, papers, i el recull de les arts decoratives del general Sanford. El museu va ser ampliat el 1973 i novament el 1993, moment en el qual es va canviar el nom al de Museu de Sanford.